# Peter Noordanus
Peter George Antonius (Peter) Noordanus (Den Haag, 20 november 1948) is een Nederlands bestuurder en politicus van de Partij van de Arbeid (PvdA). Van juli 2010 tot oktober 2017 was hij burgemeester van de gemeente Tilburg.

## Carrière

### Gemeente Den Haag
Noordanus begon zijn politieke carrière in Den Haag waar hij tussen 1982 en 2001 lid was van de gemeenteraad. Tussen 1989 en 2001 was hij als lid van de gemeenteraad wethouder ruimtelijke ordening in het toen nog monistische systeem.

### Taskforce Bedrijventerreinen
Na zijn wethouderschap was Peter Noordanus van 2002 tot eind 2009 actief in het bedrijfsleven. Eerst als directeur/partner bij Boer en Croon en daarna als CEO/directievoorzitter bij het projectontwikkelingsbedrijf AM.
In 2008 was Peter Noordanus voorzitter van de "Taskforce (Her)ontwikkeling Bedrijventerreinen", die in opdracht van de ministeries van Economische Zaken en VROM onderzoek deed naar het oplossen van de herstructureringsproblematiek op bedrijventerreinen. Veel bedrijventerreinen in Nederland kampten met leegstand en verloedering en waren toe aan enorme herstructurering, terwijl gemeenten toch steeds nieuwe terreinen bleven aanleggen. In september presenteerde de 'commissie Noordanus' haar rapport aan de ministers Cramer (VROM) en Van der Hoeven (EZ). In het rapport ‘Kansen voor kwaliteit – een ontwikkelingsstrategie voor bedrijventerreinen’ doet de commissie Noordanus tien aanbevelingen om de herstructurering van bedrijventerreinen op de rit te krijgen.

### Burgemeester van Tilburg
Op 29 juni 2010 stemde de gemeenteraad van Tilburg unaniem in met de voordracht van Peter Noordanus als nieuwe burgemeester van de gemeente. Dit gebeurde na een op korte termijn ingelaste raadsvergadering. De procedure van aanstelling werd versneld omdat een verslaggever van het Brabants Dagblad aanwezig was bij de tweede sollicitatieronde in Grathem. Om de privacy van de kandidaten te waarborgen, werd door de vertrouwenscommissie die belast was met de benoeming, besloten om Noordanus snel voor te dragen. Noordanus bleek de voorkeur te hebben gekregen boven Han Polman (D66-burgemeester in Bergen op Zoom) en Hein van Oorschot (CDA'er, voorzitter van het College van Bestuur van de Universiteit van Tilburg en voordien burgemeester van Delft).
De ministerraad ging op 9 juli 2010 akkoord met de benoeming van Noordanus.. De installatie en beëdiging vonden plaats op 16 juli, op de eerste dag van de Tilburgse Kermis.

#### Vestia
Als een van zijn nevenfuncties was Noordanus tussen 2001 en 2003 voorzitter van de raad van commissarissen van de woningcorporatie Vestia, die tien jaar later in de financiële problemen raakte. Topman Erik Staal werd om deze financiële problemen op non-actief gesteld. Bij de afwikkeling van het vertrek van Staal bleek begin maart 2012 dat Vestia hem een bedrag van 3,5 miljoen euro moest uitkeren voor afspraken die in 2011 tussen de raad van commissarissen en Staal waren gemaakt over zijn pensioenrechten. Deze regeling werd in de Tweede Kamer unaniem veroordeeld. Noordanus relativeerde de kwestie, omdat de pensioen en salarisafspraken tussen Staal en de raad van commissarissen gemaakt werden in 1998, ruim vóór het aantreden van Noordanus.
Op 13 juni 2014 moest Noordanus verschijnen voor de Parlementaire enquêtecommissie Woningcorporaties. Deze commissie  deed onderzoek naar de opzet en het functioneren van het stelsel van woningcorporaties om daarmee een bijdrage te kunnen leveren aan de ontwikkeling van toekomstig beleid. Noordanus werd opgeroepen voor verhoor vanwege zijn voormalige functie als voorzitter van de Raad van Commissarissen van Vestia. Over het salaris van oud-topman Staal verklaarde hij dat het uiteindelijke salaris van 500.000 euro naar de "normen van vandaag" buitensporig was, maar dat hij als commissaris te maken had met de eerdere afspraken uit 1998 en niet durfde in te grijpen. Noordanus' verklaring werd ondersteund door een andere oud-voorzitter van de Raad van Commissarissen van Vestia, Siwart Kolthek.
In mei 2017 heeft hij aangekondigd op 1 oktober van dat jaar te willen stoppen. Dat is ruim een jaar voordat hij 70 wordt en zijn functie van burgemeester van Tilburg moet opgeven.

### Landelijk Strategisch Overleg Aanpak Ondermijning
Per 1 maart 2018 is Peter Noordanus  als onafhankelijk voorzitter van het Landelijk Strategisch Overleg Aanpak Ondermijning (LSOAO). Vanwege zijn kennis van en ervaring met de aanpak van ondermijnende criminaliteit in Zuid-Nederland is de heer Noordanus door de leden van het LSOAO voorgedragen voor deze rol, waarin hij gaat optreden als boegbeeld voor de bij de aanpak betrokken partijen. Zo pleit hij bijvoorbeeld voor een wijkaanpak om zo de kweekvijvers voor misdaad te dempen. Ook uit hij zijn zorgen over de aanpak van ondermijning in coronatijden. De nieuwe 'Handreiking APV en ondermijning' die begin mei 2020 werd gelanceerd, moet daar een eind aan maken.
- International Standard Name Identifier: 0000 0000 2339 1703
- Library of Congress Control Number: n82089885
- Nederlandse Thesaurus van Auteursnamen: 068285655
- Virtual International Authority File: 57962627
- WorldCat: E39PBJrWDDqgHkKjB9Qym6t3Qq